# Grigor Meliksetyan
Grigor Meliksetyan (en arménien Գրիգոր Մելիքսեթյան), est un footballeur international arménien, né le 18 août 1986 à Erevan. Il évolue au poste de gardien de but.

## Biographie

### International
Le 28 février 2012, il reçoit sa première sélection en équipe d'Arménie, lors du match Arménie - Serbie au Stade Tsirion à Limassol (0-2).

## Palmarès
- Avec Pyunik Erevan :
  - Champion d'Arménie en 2007, 2008 et 2009.
  - Vainqueur de la Coupe d'Arménie en 2009.
  - Vainqueur de la Supercoupe d'Arménie en 2007 et 2008.

- Avec l'Arménie
  - Premier groupe 2 Ligue C en Ligue des Nations UEFA en 2020

## Statistiques détaillées

### En club
| Saison                | Club                  | Championnat           | Championnat | Championnat | Coupe(s) nationale(s) | Coupe(s) nationale(s) | Compétition(s) continentale(s) | Compétition(s) continentale(s) | Compétition(s) continentale(s) | Sélection | Sélection | Sélection | Total | Total |
| Saison                | Club                  | Division              | M.          | B.          | M.                    | B.                    | Comp.                          | M.                             | B.                             | Équipe    | M.        | B.        | M.    | B.    |
| 2007                  | Pyunik Erevan         | 1                     | 6           | 0           | -                     | -                     | -                              | -                              | -                              | -         | -         | -         | 6     | 0     |
| 2008                  | Pyunik Erevan         | 1                     | 27          | 0           | 6                     | 0                     | C1                             | 2                              | 0                              | -         | -         | -         | 35    | 0     |
| 2009                  | Pyunik Erevan         | 1                     | 18          | 0           | 4                     | 0                     | -                              | -                              | -                              | -         | -         | -         | 22    | 0     |
| 2010                  | Impuls Dilidjan       | 1                     | 7           | 0           | 1                     | 0                     | -                              | -                              | -                              | -         | -         | -         | 8     | 0     |
| 2010 - 2011           | Mes Kerman            | 1                     | 10          | 0           | -                     | -                     | -                              | -                              | -                              | -         | -         | -         | 10    | 0     |
| 2011 - 2012           | Paykan Qazvin         | 2                     | 13          | 0           | -                     | -                     | -                              | -                              | -                              | Arménie   | 1         | 0         | 14    | 0     |
| 2012 - 2013           | Gahar Zagros          | 1                     | 3           | 0           | -                     | -                     | -                              | -                              | -                              | -         | -         | -         | 3     | 0     |
| Total sur la carrière | Total sur la carrière | Total sur la carrière | 84          | 0           | 11                    | 0                     | -                              | 2                              | 0                              | 0         | 1         | 0         | 98    | 0     |